# Effectieve kernlading
De effectieve kernlading (Engels: effective nuclear charge) Zeff van een atoom is de elektrische lading van de atoomkern die de elektronen in de buitenste schillen lijken te ondervinden als men de echte kernlading corrigeert met de afscherming van de elektronen in de lager gelegen schillen.
Een elektron in een atoom wordt aangetrokken door de kern. Elektronen die zich in de buitenste schil bevinden ondervinden een zwakkere aantrekkingskracht van de positieve kern omdat andere elektronen de kern afschermen.
De effectieve kernlading kan in een eenvoudige benadering berekend worden door:
Zeff = kernlading (Z) - aantal elektronen op onderliggende schillen.
Zo is bijvoorbeeld de effectieve kernlading van argon: 18 - (10) = +8, van calcium 20 - (18) = +2.
Er zijn ook nauwkeurigere benaderingen, die meer rekening houden met de precieze elektronenverdeling, zoals de regel van Slater.
Omdat bijvoorbeeld de chemische eigenschappen van een atoom vrijwel volledig worden bepaald door de elektronen in de buitenste schil, kan men vaak een redelijke benadering van de eigenschappen van een atoom verkrijgen door enkel de buitenste elektronen expliciet te beschouwen en de kern met de binnengelegen elektronen te beschouwen als een puntlading met grootte Zeff. Ook bij het bepalen van de ionisatie-energie kan een dergelijke benadering nuttig zijn.